# Ramon d'Abadal i de Vinyals
Ramon d'Abadal i de Vinyals (Vic, 1º ottobre 1888 – Barcellona, 17 gennaio 1970) è stato un storiografo spagnolo.

## Biografia
Membro di un'antica famiglia originaria di Osona, di tradizioni latifondiste, suo zio, Ramón de Abadal y Calderó, era un importante esponente locale del partito conservatore della Lliga Regionalista, a cui inizialmente aderì anche il giovane Abadal. Frequentò l'Università di Barcellona dove si laureò nel 1911 conseguendo nello stesso anno un dottorato di ricerca presso l'Università di Madrid, con una tesi dal titolo es Partides a Catalunya durant L'Edat Mitjana. Di ritorno a Barcellona proseguì gli studi presso l'istituto Estudis Universitaris Catalans dove entrò in contatto con lo storico ed intellettuale Antoni Rubió i Lluch, che divenne uno dei suoi maestri. Grazie a quest'ultimo e al medievalista Ferran Valls i Taberner, formò un folto gruppo di giovani studiosi che si dedicarono allo studio della storia giuridica della regione catalana.
Il suo interesse si sposta soprattutto sull'Alto Medioevo, sul periodo carolingio, e la Spagna visigota. Tra le sue maggiori opere: Cataluña carolingia (1926-50 e 1955), Los primeros condes catalanes (1958). Dal 1963 al 1966 contribuì alla stesura dell'Historia dels Catalans.